# 드루크 에어의 운항 노선
드루크 에어는 다음과 같이 운항하고 있다.

## 운항 노선
- 부탄
  - 파로 - 파로 공항 허브
  - 자카르 - 바스팔라탕 공항
  - 겔레푸 - 겔레푸 공항
- 태국
  - 방콕 - 수완나품 국제공항
- 인도
  - 델리 - 인디라 간디 국제공항
  - 콜카타 - 네타지 수바스 찬드라 보스 국제공항
  - 구와하티 - 로크프리야 고피나스 보돌로이 국제공항
  - 가야 - 가야 공항 계절편
  - 바그도그라 - 바그도그라 공항
  - 뭄바이 - 차트라파티 시바지 마하라지 국제공항 계절편
- 네팔
  - 카트만두 - 트리부반 국제공항
- 싱가포르
  - 싱가포르 - 싱가포르 창이 공항
- 일본
  - 도쿄 - 나리타 국제공항
- 베트남
  - 호찌민시 - 떤선녓 국제공항 전세편
- 아랍에미리트
  - 두바이 - 두바이 국제공항
- 방글라데시
  - 다카 - 샤잘랄 국제공항
- 동티모르
  - 딜리 - 프레사이든데 니콜라우 로바토 국제공항 (에어 티모르와 제휴)

## 단항 노선
- 미얀마
  - 양곤 - 양곤 국제공항